# Pandalosia ephamilla
Pandalosia ephamilla is een slakkensoort uit de familie van de Zebinidae. De wetenschappelijke naam van de soort is voor het eerst geldig gepubliceerd in 1886 door Robert Boog Watson.